# Gronggenkopf
Gronggenkopf är en bergstopp i Österrike.   Den ligger i distriktet Bludenz och förbundslandet Vorarlberg, i den västra delen av landet, 500 km väster om huvudstaden Wien. Toppen på Gronggenkopf är 1 978 meter över havet, eller 105 meter över den omgivande terrängen. Bredden vid basen är 0,33 km.
Terrängen runt Gronggenkopf är huvudsakligen bergig, men den allra närmaste omgivningen är kuperad. Närmaste större samhälle är Bludenz, 10,4 km sydväst om Gronggenkopf. 
Trakten runt Gronggenkopf består i huvudsak av gräsmarker. Runt Gronggenkopf är det ganska glesbefolkat, med 47 invånare per kvadratkilometer.